# Нью-Росс (Індіана)
Нью-Росс (англ. New Ross) — місто (англ. town) в США, в окрузі Монтгомері штату Індіана. Населення — 309 осіб (2020).

## Географія
Нью-Росс розташований за координатами 39°57′53″ пн. ш. 86°42′52″ зх. д. / 39.96472° пн. ш. 86.71444° зх. д. (39.964688, -86.714574).  За даними Бюро перепису населення США в 2010 році місто мало площу 0,83 км², уся площа — суходіл.

## Демографія
Згідно з переписом 2010 року, у місті мешкало 347 осіб у 135 домогосподарствах у складі 89 родин. Густота населення становила 417 осіб/км².  Було 147 помешкань (177/км²).
Расовий склад населення:
| - 96,8 % — білих |

До двох чи більше рас належало 2,6 %. Частка іспаномовних становила 1,7 % від усіх жителів.
За віковим діапазоном населення розподілялося таким чином: 28,8 % — особи молодші 18 років, 57,1 % — особи у віці 18—64 років, 14,1 % — особи у віці 65 років та старші. Медіана віку мешканця становила 35,5 року. На 100 осіб жіночої статі у місті припадало 107,8 чоловіків;  на 100 жінок у віці від 18 років та старших — 99,2 чоловіків також старших 18 років.
Середній дохід на одне домашнє господарство  становив 50 972 долари США (медіана — 52 083), а середній дохід на одну сім'ю — 51 018 доларів (медіана — 53 393). За межею бідності перебувало 21,6 % осіб, у тому числі 42,2 % дітей у віці до 18 років та 4,0 % осіб у віці 65 років та старших.
Цивільне працевлаштоване населення становило 128 осіб. Основні галузі зайнятості: виробництво — 35,2 %, освіта, охорона здоров'я та соціальна допомога — 11,7 %, будівництво — 10,2 %.